# Hans-Joachim Andree
Hans-Joachim Andree (* 6. Juli 1950 in Dortmund) ist ein ehemaliger deutscher Fußballspieler. Der Defensivspieler hat bei den Vereinen Borussia Dortmund und Eintracht Frankfurt von 1970 bis 1975 insgesamt 63 Ligaspiele (2 Tore) in der Fußball-Bundesliga absolviert. In der Saison 1975/76 kamen bei Eintracht Bad Kreuznach in der 2. Bundesliga 31 Zweitligaspiele (1 Tor) hinzu.

## Laufbahn
Der aus der eigenen Jugendabteilung stammende Andree bekam 1970 von der BVB-Amateurmannschaft kommend bei Borussia Dortmund einen Lizenzspielervertrag. Zu gleicher Zeit wurden mit Dieter Weinkauff (FK Pirmasens), Manfred Ritschel (SSV Jahn Regensburg) und Ingo Peter von TSC Eintracht 48/95 Dortmund noch drei weitere Neuzugänge für die von Trainer Horst Witzler trainierte Borsigplatz Mannschaft verpflichtet. Der Nachwuchsspieler absolvierte 1970/71 in seiner ersten Bundesligasaison 20 Einsätze und die Borussia belegte den 13. Rang. Bereits am zweiten Spieltag, den 22. August 1970, bei der 0:1-Niederlage beim 1. FC Kaiserslautern wurde er in der 28. Minute für Verteidiger Gerd Peehs eingewechselt und feierte damit sein Bundesligadebüt. Vor seiner zweiten Bundesligasaison 1971/72 hatte Dortmund mit Sigfried Held, Willi Neuberger, Werner Weist, Ferdinand Heidkamp, Horst Trimhold und Reinhold Wosab mehrere Leistungsträger zu ersetzen. Aus finanziellen Gründen wurde der sportliche Verlust mit preiswerten Neuzugängen wie Walter Hohnhausen, Werner Lorant, Reinhold Mathes, Friedel Mensink, Dieter Mietz, Siegfried Köstler, Alfons Sikora und Jürgen Wilhelm versucht aufzufangen. Neben den Routiniers Branko Rašović, Gerd Peehs, Jürgen Schütz und Dieter Kurrat lief Andree 1971/72 in 25 (1 Tor) Ligaspielen zumeist als Vorstopper oder linker Außenverteidiger auf. Auch der Trainerwechsel zum 3. Januar 1972 von Witzler zu Herbert Burdenski verhinderte aber am Rundenende nicht den 17. Rang und damit den Abstieg. Nach dem Bundesligaabstieg absolvierte Andree mit seinem Heimatverein 1972/73 in der Fußball-Regionalliga West 27 Spiele mit einem Tor und verfehlte mit seinen Mannschaftskameraden hinter RW Essen, Fortuna Köln und Bayer Uerdingen mit dem 4. Rang das Ziel in die Bundesligaaufstiegsrunde einzuziehen. Sein letztes Pflichtspiel für den BVB absolvierte er am 13. Mai 1973 bei einem 9:0-Heimerfolg gegen Preußen Münster als Vorstopper.
Zur Runde 1973/74 wurde er von Eintracht Frankfurt verpflichtet und kam in der Elf von Trainer Dietrich Weise in 17 Spielen zum Einsatz und erzielte dabei einen Treffer. Er belegte mit der Eintracht den vierten Rang. In seinem zweiten Frankfurter Jahr, 1974/75, kam lediglich noch am 34. Rundenspieltag, den 14. Juni 1975, bei einer 0:2-Auswärtsniederlage bei Eintracht Frankfurt ein weiteres Bundesligaspiel hinzu. Im DFB-Pokal 1975 wurde er am 29. April 1975 im Halbfinale gegen Rot-Weiss Essen (3:1 n. V.) in der 57. Minute für Karl-Heinz Körbel eingewechselt.
Nach zwei Jahren bei Eintracht Frankfurt schloss er sich Eintracht Kreuznach an und absolvierte 1975/76 31 Zweitligaspiele für Eintracht Bad Kreuznach. Unter den Trainern Herbert Wenz (bis Januar 1976) und Erwin Türk (ab Januar 1976) beendete er mit einem 6:3-Heimerfolg am 13. Juni 1967 die Zweitligarunde auf dem 19. Rang und Kreuznach stieg damit wieder in das Amateurlager ab. Neben Mitspielern wie Jürgen Wilhelm, Karl-Heinz Volp (beide erzielten je 14 Tore), Max Reichenberger und Peter Zacher konnte er den Abstieg der Eintracht aus dem Friedrich-Moebus-Stadion nicht verhindern.
Zur Saison 1977/78 kehrte er wieder in den Fußball-Westen zurück und spielte im Amateurlager für DJK Hellweg Lütgendortmund.